# Tanguy Malmanche
Tanguy Malmanche, né le 7 septembre 1875 à Saint-Omer, mort le 20 mars 1953 à Clichy, est un écrivain français se réclamant de la culture bretonne, et d'expression à la fois bretonne et française. Il s'est particulièrement illustré comme dramaturge.

## Biographie
Il était fils de Gustave Étienne Charles Malmanche, né le 24 juillet 1834 à Brest, commissaire de la marine en poste à Paris au moment de sa naissance, et de Marie-Louise Piédalu, née à Douai le 4 juin 1850. Il avait dans son ascendance paternelle plusieurs maires de Brest du XVIIIe siècle (dont Charles François Malmanche, son trisaïeul, maire en 1790/91, guillotiné comme girondin le 22 mai 1794). Il naquit chez ses grands-parents maternels, le grand-père étant un colonel de l'artillerie en retraite. À l'état-civil, son prénom breton traditionnel fut orthographié Tanneguy. Sa famille vint s'établir à Brest quelques années plus tard, et il passa son adolescence dans cette ville (rue Traverse) et au manoir du Rest, à Plabennec, propriété de sa famille, où son père mourut le 2 octobre 1887. Il fut influencé par un couple de meuniers de cette commune, Urien Coant et Marie Rous, tout pétris de culture bretonne. Il fut élève au lycée de Brest, puis pensionnaire au collège Stanislas à Paris, fit son droit à Rennes en 1893/94, et passa une licence de lettres à Paris (Sorbonne et École pratique des hautes études). Il effectua son service militaire à Brest, puis travailla aux Chemins de Fer de l'Ouest, ensuite dans les assurances, avant de s'établir artisan (« maître-forgeron ») à Courbevoie en 1912. Il s'adonnait à son œuvre littéraire pendant ses loisirs : il avait fait paraître des poèmes en breton (dans la revue L'Hermine) dès 1898, et en août 1903 il fonda à Paris une revue littéraire mensuelle qui n'eut que quatre numéros, Spered ar vro. Kelouenn a lizeradur brezounek (L'Esprit du pays. Revue de littérature bretonne). C'est à Courbevoie qu'il épousa, le 28 septembre 1912, Jeanne Briantais, dont il eut une fille, Anne-Marie. En 1914, il fut mobilisé à Nantes, mais quinze mois plus tard il retourna à Courbevoie où il exécuta des commandes de l'armée. Mort à Clichy à 77 ans, il est inhumé à Dives-sur-Mer, dans le Calvados, où il séjournait souvent en été.

## Théâtre
- Marvailh an ene naonek (fr. Le Conte de l'âme qui a faim) : publiée dans L'Hermine en 1900, pièce jouée pour la première fois le jour de la Toussaint 1901 chez l'auteur, au manoir du Rest de Plabennec, avec l'auteur, Marie Rous et Urien Coant dans les rôles principaux ; reprise à Paris, à l'Athénée Saint-Germain, le 24 avril, lundi de Pâques, 1905 ;
- La vie de Salaün qu'ils nommèrent le Fou (bret. : Buhez Salaun Lesanvet ar Foll) : version française imprimée à Courbevoie en 1926 ; évocation de la figure de Salaün ar Foll, saint breton du XIVe siècle ;
- Gurvan, le Chevalier Etranger (bret. : Gurvan, ar marc'hek estranjour) : « mystère en trois journées et une éternité », imprimé par l'auteur lui-même, en cinquante exemplaires, à Courbevoie (« Krommhent »), du 7 septembre 1922 au 5 janvier 1923 ;
- Les Païens (bret. : Ar Baganiz) : drame en trois actes, en vers, situé à Kerlouan (région appelée Bro Bagan, le Pays « Pagan » ou « Païen ») en 1681 ; joué en français à Paris, au Théâtre de l'Œuvre, en avril 1931 ; texte breton publié dans la revue Gwalarn en septembre-octobre de la même année ;
- Le conte de l'âme qui a faim (bret. : Marvaill ann ene naounek) : drame en deux « veillées », en vers libres, première publication, bilingue, dans la revue L'Hermine, en septembre-décembre 1900 ; version française, différente, imprimée à Courbevoie en 1926 ;
- L'Antéchrist (bret. : An Antechrist) : drame en trois actes, évocation de la figure de Guy Éder de La Fontenelle ;
- La Femme du couvreur (bret.: Gwrek an toer)
- La Veuve Arthur (bret. : An intanvez Arzur) : drame paysan en quatre actes, écrit à l'origine en français, traduit en breton.

## Récits
- La Tour de Plomb (roman, en français, paru en 1934)
- Kou le corbeau (nouvelle, en français)
- La Monstre (ou Montre) de Landouzan (nouvelle, en français)
- Suzanne Le Prestre (nouvelle, en français)

## Archives
Un Fonds Tanguy Malmanche a été déposé en 2002 à la Bibliothèque Yves-Le Gallo du Centre de recherche bretonne et celtique (CRBC) de l'Université de Bretagne occidentale. Il comprend des correspondances, des manuscrits et des tapuscrits.